# سفارة بوليفيا في السويد
سفارة بوليفيا في السويد هي أرفع تمثيل دبلوماسي لدولة بوليفيا لدى السويد. تقع السفارة في ستوكهولم وهي تهدف لتعزيز المصالح البوليفية في السويد.

## وصلات خارجية
- قائمة سفارات بوليفيا
- قائمة السفارات في السويد